# Grądy (powiat pajęczański)
Grądy (do 2019: Grądy-Łazy) – wieś w Polsce, położona w województwie łódzkim, w powiecie pajęczańskim, w gminie Działoszyn.
W latach 1975–1998 miejscowość administracyjnie należała do województwa sieradzkiego. Rozporządzeniem MSWiA od 1 stycznia 2020 roku została zmieniona nazwa miejscowości z Grądy-Łazy na Grądy. 